# Rechnungsprüfung
Die Rechnungsprüfung ist die Prüfung des Finanzgebarens einer Körperschaft, einer Anstalt des öffentlichen Rechts oder einer Personenvereinigung.
Bei Körperschaften des öffentlichen Rechts, wie Gemeinden, Landkreisen, Ländern und Bund sowie Anstalten des öffentlichen Rechts wird die Rechnungsprüfung durch externe Stellen (z. B. Rechnungsprüfungsverbände) oder interne Stellen (etwa einen Rechnungshof, ein Rechnungsprüfungsamt oder einen Rechnungsprüfungsausschuss) durchgeführt.
Die einschlägigen Rechtsvorschriften zur Rechnungsprüfung der Gebietskörperschaften finden sich im Haushaltsrecht, d. h. im Falle des Bundes insbesondere in der Bundeshaushaltsordnung (§§ 88-104 BHO), bei den Ländern in der jeweiligen Landeshaushaltsordnung (z. B. §§ 88-104 LHO Baden-Württemberg) sowie im Falle der Kommunen in der jeweiligen Kommunalverfassung (z. B. §§ 128-133 Hessische Gemeindeordnung). Kommunen können weitere Details in einer Rechnungsprüfungsordnung regeln.
Bei privatrechtlich organisierten Vereinigungen, insbesondere bei eingetragenen Vereinen, nehmen regelmäßig aus dem Mitgliederkreis gewählte Kassenprüfer eine Kontrolle der Finanzen der Vereinigung vor.
Die externe Rechnungsprüfung durch Wirtschaftsprüfer bezeichnet man als Wirtschaftsprüfung.